# Santa Rita do Novo Destino
Santa Rita do Novo Destino là một đô thị thuộc bang Goiás, Brasil. Đô thị này có diện tích 956,037 km², dân số năm 2007 là 3150 người, mật độ 3,3 người/km².